# Mimmo Wåhlander
Mimmo Lillemor Astrid Wåhlander, ursprungligen Astrid Lillemor Wåhlander, under en period Borglin, född 1 november 1936 i Linköping, död 24 december 1992 i Stockholm, var en svensk skådespelare. 

## Biografi
Wåhlander var dotter till journalisten Herbert Wåhlander och Astrid Wåhlander, född Ekdahl. Som ung började hon med amatörteater vid Lilla Teatern i Lund där hon blev upptäckt som fotomodell och mannekäng. Under perioden 1955–1958 var Wåhlander elev vid Malmö stadsteaters elevskola där hon redan som premiärelev 1957 hade sitt genombrott som Anne Frank i Anne Franks dagbok.
Hon spelade en rad olika roller under åren som följde, bland annat som Ariel i Stormen, och för sina insatser i Vilhelm Mobergs Domaren fick hon Teaterförbundets Vilhelm Moberg-stipendium. Hon hade ett par större filmroller, bland annat som förtryckt direktörsdotter i Goda vänner trogna grannar och som portvaktsdotter som utsätts för incestövergrepp av sin far i Pärlemor, i början av 1960-talet.
Till Stockholms stadsteater kom hon 1964 och engagerades parallellt av TV-teatern där hon gjorde sitt främsta framträdande då hon 1967 spelade Tintomara i Drottningens juvelsmycke. På 1970-talet gick hon över till att arbeta som frilans och försörjde sig periodvis även genom sjukvårdsarbete. Hennes utstrålning och ”trolska rådjursögon” kom väl till pass i roller som den överjordiskt sköna Tintomara men begränsade de rollerbjudanden hon fick. Några TV-roller som bröt mot detta mönster var dock som predikanten Helena Ekblom i Predikare-Lena (1976) och som den mordiska modern Anna Månsdotter i Richard Hoberts nyversion av Yngsjömordet (1986).
På 1980-talet omskolade hon sig till fastighetsmäklare.
Hon var gift första gången 1964 med Sven Ahlström (1915–1966) och andra gången 1970–1979 med läkaren Nils-Erik Borglin (1920–1996). Hon var mor till skådespelaren Sven Ahlström.

## Filmografi
- 1960 – Goda vänner trogna grannar
- 1961 – Pärlemor
- 1962 – Arvtagerskan (TV)
- 1967 – Drottningens juvelsmycke
- 1968 – Hönssoppa med korngryn
- 1968 – Lärda fruntimmer (TV)
- 1968 – En dåres dagbok (kortfilm)
- 1968 – Påsk (TV)
- 1969 – Solens barn (TV)
- 1969 – Bröllopsdag (TV)
- 1969 – Blanco Posnets hängning (TV)
- 1969 – Den girige (TV)
- 1969 – Vårdaren (TV)
- 1969 – Galgmannen (TV)
- 1970 – Det finns en chans (TV)
- 1970 – Körsbärsträdgården (TV)
- 1970 – Sonja (TV-serie)
- 1971 – Amala Kamala (TV)
- 1971 – Beröringen
- 1975 – Tjocka släkten (TV-serie)
- 1976 – OM - Eva vill vara med
- 1979 – Predikare-Lena (TV)
- 1979 – Den åttonde dagen
- 1983 – Mannen utan själ (TV)
- 1984 – Annika – en kärlekshistoria (TV-serie)
- 1986 – Yngsjömordet (TV)

## Teater

### Roller (ej komplett)
| År   | Roll               | Produktion                                                                                               | Regi                | Teater                 |
| ---- | ------------------ | --- | ------------------- | ---------------------- |
| 1956 |                    | Hjälte mot sin vilja Ira Levin efter en roman av Mac Hyman                                               | Yngve Nordwall      | Malmö stadsteater      |
| 1956 | Dixie              | Katt på hett plåttak Tennessee Williams                                                                  | Ingmar Bergman      | Malmö stadsteater      |
| 1957 | Grönkläddas syster | Peer Gynt Henrik Ibsen                                                                                   | Ingmar Bergman      | Malmö stadsteater      |
| 1957 | Anne Frank         | Anne Franks dagbok Frances Goodrich och Albert Hackett                                                   | Lars-Levi Læstadius | Malmö stadsteater      |
| 1957 |                    | Fröken Rosita eller Blommornas språk Federico Garcia Lorca                                               | Frank Sundström     | Malmö stadsteater      |
| 1957 |                    | Eurydike Jean Anouilh                                                                                    | Lars-Levi Læstadius | Malmö stadsteater      |
| 1957 |                    | Petters resa till månen Gerdt von Bassewitz                                                              | Lennart Olsson      | Malmö stadsteater      |
| 1958 |                    | Boboll André Roussin                                                                                     | Lars-Levi Læstadius | Malmö stadsteater      |
| 1958 |                    | Lyckodagen Cesare Meano                                                                                  | Lars-Levi Læstadius | Malmö stadsteater      |
| 1959 |                    | Det blåser på månen Gertrud och Jan Hemmel efter en berättelse av Eric Linklater                         | Jan Hemmel          | Malmö stadsteater      |
| 1959 |                    | Fransysk visit Marcel Achard                                                                             | Yngve Nordwall      | Malmö stadsteater      |
| 1959 |                    | Domaren Vilhelm Moberg                                                                                   |                     | Malmö stadsteater      |
| 1959 |                    | Doft av honung Shelagh Delaney                                                                           | Yngve Nordwall      | Malmö stadsteater      |
| 1959 |                    | En vintersaga William Shakespeare                                                                        | Sandro Malmquist    | Malmö stadsteater      |
| 1960 |                    | Toreadorvalsen Jean Anouilh                                                                              | Sam Besekow         | Malmö stadsteater      |
| 1960 |                    | Läckan Bertil Schütt                                                                                     | Yngve Nordwall      | Malmö stadsteater      |
| 1960 | Colette            | Oscar - eller En halv million i kappsäcken Claude Magnier                                                | Åke Engfeldt        | Malmö stadsteater      |
| 1960 |                    | Surt, sa’ räven Guilherme Figueiredo                                                                     | Josef Halfen        | Malmö stadsteater      |
| 1961 |                    | Drottningens juvelsmycke Carl Jonas Love Almqvist                                                        |                     | Malmö stadsteater      |
| 1961 |                    | Spöket på Canterville Bernt Callenbo efter Oscar Wildes novell                                           | Pierre Fränckel     | Malmö stadsteater      |
| 1962 |                    | Primadonna Marc-Gilbert Sauvajon efter W. Somerset Maughams roman Teater                                 | Gösta Folke         | Malmö stadsteater      |
| 1962 |                    | Min kära är en ros Bo Sköld                                                                              |                     | Malmö stadsteater      |
| 1962 |                    | Mästerkatten i stövlar Lennart Hellsing                                                                  | Pierre Fränckel     | Malmö stadsteater      |
| 1963 |                    | Muren (The Wall) Millard Lampell                                                                         | Lennart Olsson      | Malmö stadsteater      |
| 1963 | Ariel              | Stormen William Shakespeare                                                                              | Gösta Folke         | Malmö stadsteater      |
| 1963 |                    | Ögon att se/Öron att höra Peter Shaffer                                                                  | Åke Engfeldt        | Malmö stadsteater      |
| 1964 |                    | Sjöhästen Aldo Nicolaj                                                                                   | Hans Abramson       | Malmö stadsteater      |
| 1964 |                    | Körsbärsträdgården (Вишнёвый сад, Visjnjovyj sad ) Anton Tjechov                                         | Josef Halfen        | Malmö stadsteater      |
| 1965 | Medverkande        | 13 quinnor Sandro Key-Åberg, Sonja Åkesson, Robban Broberg, Björn Lindroth , Lars Löfgren och Carl Anton | Christian Lund      | Stockholms stadsteater |
| 1967 |                    | Natthärbärget Maxim Gorkij                                                                               | Josef Halfen        | Malmö stadsteater      |
| 1967 |                    | Å vilken härlig fred! Hans Alfredson och Tage Danielsson                                                 | Jan Lewin           | Malmö stadsteater      |